# San Diego State University Women's Volleyball
La San Diego State University Women's Volleyball è la squadra di pallavolo femminile appartenente alla San Diego State University, con sede a San Diego (California): milita nella Mountain West Conference della NCAA Division I.

## Storia
La squadra di pallavolo femminile della San Diego State University viene fondato nel 1976 da Rudy Suwara. A inizio anni ottanta le Aztecs attraversano il periodo più felice della loro storia: oltre a conquistare tre titoli di Western Collegiate Athletic Association, si affiliano alla NCAA Division I e nel 1981, anno in cui si tiene il primo torneo NCAA di pallavolo femminile, raggiungono subito la Final 4, dove però cadono in quattro set contro la UC Los Angeles, prima di vincere per 3-0 la finale per il terzo posto contro la Pacific. Bissano il terzo posto anche nel 1982, prendendo in tre parliali al cospetto della Southern California in semifinale, prima di vincere in cinque set la finalina contro la Stanford. Nel resto della gestione di Sawara, conclusasi nel 1991, partecipano in altre sette occasioni alla post-season, senza mai superare le Elite Eight.
Nel 1990 il programma si affilia alla Western Athletic Conference, abbandonando la Big West Conference, in cui giocava dal 1982. Per un triennio Myles Gabel siede sulla panchina delle Aztecs, che centrano la qualificazione al torneo NCAA nel suo ultimo anno, eliminate al secondo turno. Viene quindi sostituito nel 1995 da Mark Warner e nello stesso anno arriva la vittoria del primo titolo di conference, con le Aztecs che si spingono fino alle Sweet Sixteen in post-season; tuttavia questo si rivela essere l'unico acuto della sua gestione, che vede solo altre due partecipazioni anonime al torneo NCAA. In questo periodo, precisamente nel 1999, il programma cambia nuovamente conference, entrando a far parte della Mountain West Conference.
Nel 2009 la panchina delle Aztecs viene assegnata a Deitre Collins, che vi siede fino al 2019: durante la sua gestione arriva la vittoria del secondo titolo di conference nella storia del programma, che vale l'unica qualificazione alla post-season, con eliminazione al primo turno. Nel 2020 in panchina arriva Brent Hilliard.

## Record
| Piazzamento          |    | Edizione                                      |
| -------------------- | -- | --------------------------------------------- |
| Tornei NCAA          | 14 | 3º posto: 2 1981, 1982                        |
| Tornei NCAA          | 14 | Elite Eight: 1 1983                           |
| Tornei NCAA          | 14 | Sweet Sixteen: 5 1984, 1986, 1988, 1990, 1995 |
| Tornei NCAA          | 14 | Secondo turno: 2 1994, 1996                   |
| Tornei NCAA          | 14 | Primo turno: 4 1985, 1989, 2001, 2012         |
| Titoli di conference | 5  | Pacific West Conference: 3 1979, 1981, 1982   |
| Titoli di conference | 5  | Western Athletic Conference: 1 1995           |
| Titoli di conference | 5  | Mountain West Conference: 1 2012              |

## Conference
- Pacific West Conference[1]: 1976-1984
- Big West Conference[3]: 1985-1989
- Western Athletic Conference: 1990-1998
- Mountain West Conference: 1999-

## All-America

### First Team
- Laurel Brassey (1981)
- Vicki Cantrell (1982, 1983)
- Toni Himmer (1982)
- Mary Holland (1982)
- Angela Rock (1984)
- Kris Morton (1986)

### Second Team
- Kim Takacs (1984)
- Angelica Jackson (1987)
- Jackie Mendez (1988)

## Allenatori
- Rudy Suwara: 1976-1991
- Myles Gabel: 1992-1994
- Mark Warner: 1995-2008
- Deitre Collins: 2009-2019
- Brent Hilliard: 2020-